# Central hidroelèctrica de Montenartró
La Central hidroelèctrica de Montenartró és una central minihidràulica d'aigua fluent ubicada al poble de Romadriu, al terme municipal de Llavorsí, a la comarca del Pallars Sobirà, que aprofita el cabal del riu de Santa Magdalena. La posada en funcionament fou l'any 1997, amb una potència instal·lada original de 2,55 MW. Una ampliació feta l'any 1999 l'augmentà a 3,66 MW. L'obra civil fou construïda per la societat Copcisa i els equips hidràulics foren subministrats per l'empresa Hidrowatt.
La concessió caduca el 15 de desembre de l'any 2063.
L'any 1986 l'empresa Minicentrales Hidráulicas S.A. sol·licità la concessió de l'aprofitament hidroelèctric, i posteriorment la traspassà a l'empresa Hidroelèctrica de Santa Magdalena S.A., la qual posteriorment la cedí a l'actual titular, Promociones y Proyectos Modolell, S.L.

## Components de la central

### La presa
La presa, ubicada en el terme municipal de Llavorsí i a una altitud de 1.315 metres, crea un petit embassament al riu de Santa Magdalena a l'alçada del poble de Romadriu, que pertany al terme municipal de Farrera, derivant un cabal de 150 litres per segon  per un canal de conducció soterrat de 3.999 metres de longitud fins a la cambra de càrrega. D'aquí surt la canonada forçada, que amb un desnivell de 165,5 metres arriba a la sala de màquines de la central de Montenartró.

#### Pas per a peixos
Per possibilitar el pas dels peixos, s'hi construí un dels dos únics sscensors per a peixos a Catalunya. Es tracta però, d'un dispositiu molt tècnic que requereix un manteniment en continu i una supervisió del seu funcionament permanent. A més, és un tipus de dispositiu molt dirigit als grans migradors, però és molt discutible que sigui adequat per als peixos que no tenen un patró clarament direccional de grans moviments migratoris, com és el cas de la truita comuna al Pirineu. Sembla que algunes truites aconsegueixen travessar la presa quan aquest dispositiu està en funcionament. Amb tot, l'eficàcia és dubtosa a escala poblacional.

### La central
La central es troba a 1.156 metres d'altitud, construïda a la Borda d'en Prilla. consta d'un únic grup hidràulic amb una turbina Francis horitzontal de 3,65 MW de potència. L'alternador síncron és de 3.820 kVA. La producció mitjana anual és de 5,84 GW/h.
L'evacuació de l'energia produïda es fa per una línia de 25 KW.